# عملیات ولنتاین (فیلم)
عملیات ولنتاین (به انگلیسی: Operation Valentine) یک فیلم هندی  اکشن دلهره‌آور است که در سال ۲۰۲۴ اکران شد، این فیلم بر اساس رویداد (حمله تروریستی پولواما) در سال ۲۰۱۹ و (حملات هوایی تلافی جویانه بالاکوت) در همان سال که توسط (نیروی هوایی هند) صورت گرفت، ساخته شد.( کارگردان فیلم) شاکتی پراتاپ سینگ هادا بود که اولین تجربه کارگردانی او است و تهیه‌کنندگی آن را (سونی پیکچرز) و ساندیپ مودا بر عهده داشتند.  فیلمبرداری  به طور همزمان به زبان تلوگو و هندی انجام گرفت  (وارون تج ، مانوشی چیلار، ناودیپ و میر سرور) نقش‌های اصلی را بازی کرده اند.  این فیلم در روز ۱ مارس ۲۰۲۴ در سراسر جهان اکران شد که منتقدان و تماشاگران درباره آن نظرات متفاوتی را بیان کردند.